# تاریخ یهودیان در مغولستان

پرچم مغولستان

تاریخ یهودیان در مغولستان با راه‌های تجاری سده نوزدهم میان سیبری - بازرگانان یهودی و مغول‌ها آغاز می‌شود. این امر منجر به ورود برخی از خانواده‌های یهودی به مغولستان شد.

## تاریخ
پیش از سال ۱۹۲۰، بیشتر یهودیانی که به مغولستان رسیدند از نژاد روسی بودند و از هرج و مرج جنگ داخلی روسیه فرار کرده بودند. حتی برخی از آنها به اشراف مغولستان ارتقا یافتند مانند مورد زنزر که به احترام زنابازار، اولین بوگد خان، نام خود را تغییر داد. این جامعه در سال ۱۹۲۱ توسط روسهای سفیدپوست به رهبری بارون رومن فون آنگرن-استرنبرگ، که حتی یهودیانی را که فرار می‌کردند، تعقیب کرد و از بین ۶۰۰ یهودی همه را کشت: مردان، زنان و کودکان، نابود شد. در سال ۶–۱۹۲۵، یک روزنامه‌نگار روسی-یهودی با جامعه ای متشکل از ۵۰ خانواده تازه مستقر در منطقه ای دور افتاده از مغولستان خارج، تقریباً ۲۰۰ مایل (۳۲۰ کیلومتر) مرز مانچوری روبرو شد. در سال ۱۹۲۶، اولان باتور ۶۰۰ یهودی روس داشت که سعی در ترک مغولستان خارجی داشتند، که در آن زمان خاک شوروی بود.
پس از فروپاشی اتحاد جماهیر شوروی، تعدادی از شهروندان یهودی در جستجوی فرصت‌های اقتصادی بهتر کشور را ترک کردند. عده ای عازم اسرائیل شدند که با مغولستان توافق‌نامه ویزا داشت.

## امروزه
بسیاری از گردشگران اسرائیلی هر تابستان از مغولستان دیدن می‌کنند و دو کشور برای معافیت ویزا توافق مشترک دارند. با وجود آن، تعداد یهودیان کمتر از ۱۰۰ نفر است در سال ۲۰۰۳، سازمان همکاری مغول و یهودی شکل گرفت. رئیس سازمان، سوماتی لووساندندف، گفته‌است: «انگشتان دو دست به اندازه کافی وجود دارد تا همه یهودیانی که در اینجا زندگی می‌کنند را بشماریم.» نزدیکترین جامعه یهودی با یک خاخام، شهر ایرکوتسک در سیبری است که رئیس خاخام آهارون واگنر می‌خواهد ارتباط نزدیک خود را با جامعه یهودی مغول همسایه نگه دارد.